# Passiflora nelsonii
Passiflora nelsonii är en passionsblomsväxtart som beskrevs av Maxwell Tylden Masters och Rose. Passiflora nelsonii ingår i släktet passionsblommor, och familjen passionsblomsväxter. Inga underarter finns listade i Catalogue of Life.